# 戸邉英雄
戸邉 英雄（とべ ひでお、1963年3月26日 - ）は、元競輪選手。現役時代は日本競輪選手会茨城支部所属。日本競輪学校（当時。以下、競輪学校）第51期生。
実父も元選手の戸辺弘（8期。故人）。娘はガールズケイリン選手の戸邉香奈実（124期）。ほかにも、叔父の戸邉純一（24期。引退）も元選手で自身の師匠でもあり、従弟の戸邉裕将（72期）、甥の山口翼（98期）はともに競輪選手であり弟子でもある。

## 来歴
父の弘は松戸競輪場をホームバンクとしていたため、自身も千葉で育つ。競輪を初めて観たのも松戸であったが、親子だと甘えが出てしまうという考えから、自身は叔父の純一に師事した。純一が茨城に移ったこともあり、自身もアマチュア時代は茨城の愛好会に属し、そのまま茨城支部所属としてデビューした。
1982年、競輪学校に51期生として入学。同期には本田晴美、山田英伸、坂本典男、野原哲也らがおり、在校競走成績は57勝を挙げ第8位。
1983年4月21日、名古屋競輪場でデビューし、初勝利を挙げた。
デビューから長らくS級で活躍。1987年の第40回日本選手権競輪では決勝戦2位になるなどGI（当時は特別競輪）では決勝戦表彰台に計7回上った。2002年には、その年のみ設定されていたKEIRINグランプリ出場権を賭けた「グランプリポイント」により最後の1枠に滑り込みKEIRINグランプリ02の出場権を獲得（7着）。S級には1983年11月1日から2014年6月30日まで連続して30年8か月在籍しており、これは萩原操の34年に次ぐ2番目の長さである（2020年12月末時点）。
ある日、街道練習中に心筋梗塞を発症し、その場で倒れてしまう。幸いその場には練習仲間がいたこと、そして偶然にその場を車で通りがかったのが医療関係者であり救急車が到着するまで適切な指示や処置をしたことで、大事に至らなかったという。結果的にこれがきっかけとなり、現役引退を決意。
2018年8月27日、選手登録消除。現役時代の通算戦績は、2786戦331勝（うち優勝39回）。